# Jahāngīrvand
Jahāngīrvand (persiska: جهانگیروند) är en ort i Iran.   Den ligger i provinsen Kermanshah, i den västra delen av landet, 400 km sydväst om huvudstaden Teheran. Jahāngīrvand ligger 1 611 meter över havet och antalet invånare är 257.
Terrängen runt Jahāngīrvand är kuperad. Runt Jahāngīrvand är det ganska tätbefolkat, med 144 invånare per kvadratkilometer. Närmaste större samhälle är Sarāb-e Sar Fīrūzābād, 10,8 km norr om Jahāngīrvand. Trakten runt Jahāngīrvand består till största delen av jordbruksmark.